# Bistum San Francisco de Macorís
Das Bistum San Francisco de Macorís (lat.: Dioecesis Sancti Francisci de Macoris, span.: Diócesis de San Francisco de Macorís) ist eine in der Dominikanischen Republik gelegene römisch-katholische Diözese mit Sitz in San Francisco de Macorís. 

## Geschichte
Das Bistum wurde am 16. Januar 1978 durch Papst Paul VI. mit der Päpstlichen Bulle Aptiora in dies aus Gebietsabtretungen der Bistümer La Vega und Santiago de los Caballeros errichtet und dem Erzbistum Santo Domingo als Suffraganbistum unterstellt. Am 14. Februar 1994 wurde das Bistum San Francisco de Macorís dem Erzbistum Santiago de los Caballeros als Suffraganbistum unterstellt.

## Bischöfe von San Francisco de Macorís
- Nicolás de Jesús López Rodríguez, 1978–1981, dann Erzbischof von Santo Domingo
- Jesús María de Jesús Moya, 1984–2012
- Fausto Ramón Mejía Vallejo, 2012–2021
- Ramón Alfredo de la Cruz Baldera, seit 2021

## Weblinks

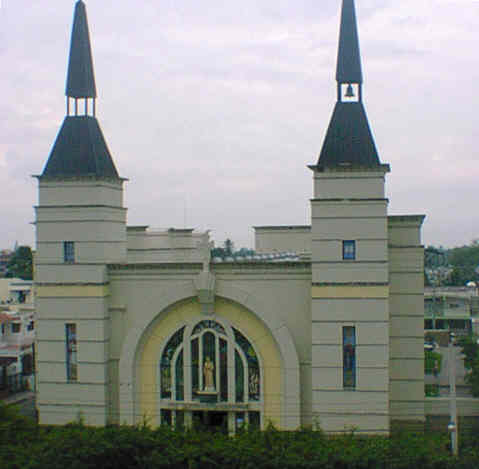
Kathedrale Santa Ana in San Francisco de Macorís